# Луїс Латімер (тенісистка)
Луїс Латімер (англ. Louise Latimer; нар. 19 січня 1978) — колишня британська тенісистка.
Найвищу одиночну позицію світового рейтингу — 107 місце досягла 15 січня 2001 року.
Здобула 4 одиночні титули туру ITF.
Найвищим досягненням на турнірах Великого шолома було 2 коло в одиночному розряді.

## Фінали ITF
| турніри $25,000 |
| турніри $10,000 |

### Одиночний розряд (4–1)
| Результат | Ранг | Дата             | Турнір                              | Покриття   | Суперниця          | Рахунок       |
| --------- | ---- | ---------------- | ----------------------------------- | ---------- | ------------------ | ------------- |
| Перемога  | 1.   | 21 грудня 1997   | Ешторіл, Португалія                 | Килим      | Атіна Бріґель      | 6–3, 3–6, 7–5 |
| Перемога  | 2.   | 18 січня 1998    | Делрей-Біч, США                     | Тверде     | Мірка Федерер      | 6–2, 6–0      |
| Поразка   | 1.   | 21 лютого 1999   | Редбрідж (боро), Велика Британія    | Тверде (i) | Сандра Клейнова    | 2–6, 1–6      |
| Перемога  | 3.   | 11 червня 2000   | Сербітон, Велика Британія           | Трава      | Тамарін Танасугарн | 7–5, 6–3      |
| Перемога  | 4.   | 5 листопада 2000 | Кінгстон-апон-Галл, Велика Британія | Тверде     | Жулі Пуллен        | 4–2, 4–2, 4–1 |

### Парний розряд (1–3)
| Результат | Ранг | Дата            | Турнір                    | Покриття | Партнерка       | Суперниці                                   | Рахунок       |
| --------- | ---- | --------------- | ------------------------- | -------- | --------------- | ------------------------------------------- | ------------- |
| Перемога  | 1.   | 31 липня 1995   | Ілклі, Велика Британія    | Ґрунт    | Джасмін Чаудурі | Лусі Ал Джоан Ворд                          | 1–6, 6–2, 6–2 |
| Поразка   | 1.   | 11 серпня 1996  | Саутсі, Велика Британія   | Трава    | Лорна Вудрофф   | Ширлі-Енн Сіддалл Лусі Ал                   | 2–6, 6–7      |
| Поразка   | 2.   | 30 вересня 1996 | Салоніки, Греція          | Тверде   | Марія Гезненге  | Їндра Ґабрішова Івона Михайлова             | 4–6, 2–6      |
| Поразка   | 3.   | 13 вересня 1998 | Единбург, Велика Британія | Ґрунт    | Гелен Рісбі     | Франческа Ск'явоне Антонелла Серра-Дзанетті | 3–6, 3–6      |